# بريت ميلاه
بريت ميلاه أو بريت ميلا (بالعبرية: בְּרִית מִילָה) أو بريس ميلاه حسب اللفظ في اللغة اليديشية، ويعني المصطلح في العربية: عهد الختان)؛ هي مراسم احتفال عائلية دينية يهودية يقيمها اليهود في اليوم الثامن من ولادة الطفل الذكر، وذلك حسب ما هو منصوص في سِفري التكوين واللاويين في التناخ الذي يُسمى العهد القديم في المسيحية. يمكن أن تؤجل فريضة الختان إن كانت الحالة الصحية للطفل الوليد لا تسمح بإجراء العملية، ويمكن أن تقام الفريضة لاحقًا في أي يوم من أيام السبت أو أيام العيد في اليهودية. وتكون هذه المناسبة موعدًا للإعلان عن اسم المولود. يقوم بعملية الختان خاتِن مختص يُدعى الموهل (بالعبرية: מוֹהֵל)، وموهل اسم فاعل مشتق من ميلاه التي تعني الختان في العبرية. يتلو والد الطفل في حفل بريت ميلاه هذا الدعاء: «تبارك الله الذي أمرنا بإدخاله في عهد أبينا إبراهيم»، ويجيب الحاضرون بصوت جماعي: «وكما يدخل في العهد، ليدخل كذلك في دراسة التوراة والامتثال بها والزواج والأعمال الصالحة».
بريت ميلاه، هي مراسم خاصة بالأطفال الذكور ولها صبغة دينية وقانونية، حيث يُجرى فيها الإعلان عن ميلاد الطفل الذكر واسمه وسط فرحة واحتفالات عائلية، بينما يُعلن عن ولادة الإناث في الكنيس دون أي احتفالات تُذكر، ومنذ سبعينيات القرن العشرين شهدت المجتمعات اليهودية، خاصة في إسرائيل، ظهور حركات تدعو إلى أن يُحتفى بولادة الإناث على نفس المستوى وبشكل ديني وقانوني كما يحدث مع ولادة الذكور، وقد بدأت بعض المجتمعات تتفاعل إيجابيًا مع هذه الدعوات من حيث الاحتفاء بالإناث، لكن لم تنتج هذه التحركات حتى الآن أي إجراء يُقنّن مراسم الاحتفال بولادة الإناث.

## روابط خارجية
- Chabad.org's Brit Milah: The Covenant of Circumcision
- Jewish Encyclopedia's entry for Circumcision
- Jewish Virtual Library's Circumcision – Brit Milah
- CircCentral, an online museum of Brit Milah instruments